# Bartelso
Bartelso est un village du comté de Clinton dans l'Illinois, aux États-Unis,. Il est incorporé le 24 septembre 1901.

## Démographie
Lors du recensement de 2010, le village comptait une population de 595 habitants. Elle est estimée, en 2016, à 603 habitants.

## Source de la traduction
- (en) Cet article est partiellement ou en totalité issu de l’article de Wikipédia en anglais intitulé « Bartelso, Illinois » (voir la liste des auteurs).